# Cho Chihun
Pour les articles homonymes, voir Cho.
Cho Chihun (趙治勲) (Cho Chikun est la prononciation japonaise de son nom), né le 20 juin 1956 en Corée du Sud), est un joueur de go professionnel. Avec 75 titres à son actif, il détient le record du plus grand nombre de titres parmi les joueurs de la Nihon Ki-in. Il est le premier joueur à avoir détenu en même temps les trois principaux titres japonais, le Meijin, le Kisei et le Honinbo, et il est également le premier à avoir gagné au moins une fois chacun des sept principaux titres japonais : Meijin, Kisei, Honinbo, Judan, Tengen, Oza, et Gosei.
Pour avoir remporté dix fois d'affilée le titre Honinbo et cinq fois d'affilée le Meijin, Cho Chihun détient les titres permanents de 25e Honinbo et de Meijin honoraire.

## Biographie

### Famille
Cho Chihun est né en 1956 dans une famille autrefois riche mais éprouvée par la guerre de Corée ; il a six frères et sœurs, dont un petit frère qui mourra en bas âge. Son frère aîné, bien que d'un bon niveau, échoue à passer professionnel au Japon, son père est un amateur de bon niveau, son oncle Cho Namchul a quant à lui été professionnel au Japon.

### Enfance et débuts au go
Cho Chihun apprend à jouer au go vers l'âge de cinq ans ; à l'âge de six ans, il remporte une partie d'exhibition à cinq pierres de handicap contre Rin Kaiho,. Cette partie suscite les compliments de Takagawa Shukaku et Sakata Eio. Il étudie ensuite auprès de Kitani Minoru pour passer l'examen de professionnel, mais fait preuve de peu de sérieux et a dans un premier temps des résultats faibles. Il obtient le titre de professionnel à l'âge de onze ans. Cet événement connaît un écho jusqu'à la France où le go est alors pourtant très peu connu ; Cho Chihun y est présenté dès la fin des années 60 comme un possible futur Meijin.

### Premiers succès en tant que professionnel
Cho Chihun remporte son premier titre, le Shin-Ei, en 1973. À cette époque son principal rival est Kobayashi Koichi, passé professionnel un an avant lui et qu'il bat pour la première fois en août 1973. Sa première participation en janvier 1975 à une finale de titre face à Sakata Eio, le championnat de la Nihon Ki-in qui deviendra par la suite le Tengen, se solde par une défaite ; après avoir remporté les deux premières parties du match, il perd les trois suivantes dont la seconde sur un abandon de dépit après une erreur qui lui laissait encore une petite avance,. Il remporte son premier titre majeur trois mois plus tard en battant par trois victoires à zéro Kato Masao en finale de la douzième et dernière édition du Tournoi Asahi des dix meilleurs professionnels (en),. Au début de l'année suivante, il remporte un nouveau titre en battant Fujisawa Shuko par deux victoires contre une en finale du tournoi des « Huit meilleurs joueurs » (en),. La même année il gagne en finale de l'Oza face à Otake Hideo sur le score de deux victoires contre une en finale. S'ensuivent deux années en demi-teinte concernant les résultats au go, perdant notamment le Oza, mais durant lesquelles il se marie, a une fille et s'installe à Kamakura puis à Kisarazu.

### Vers le Meijin
Cho Chihun entre progressivement parmi les meilleurs joueurs professionnels, totalisant plus de victoires que de défaites face aux tout meilleurs joueurs japonais au cours de l'année 1979. Il remporte le Gosei (go) la même année en battant Otake Hideo par trois victoires à zéro en finale; ce dernier prend sa revanche l'année suivante, mais perd son titre de Meijin quelques mois plus tard, toujours face à Cho Chihun. L'obtention de ce titre hautement prestigieux lui vaut de recevoir dans son pays natal la couronne d'argent de l'Ordre du mérite culturel (en); il provoque également un engouement sans précédent pour le jeu de go dans tout le pays.

### Période de domination
En 1981 Cho Chihun termine invaincu de la ligue du Honinbo pour la première fois de l'histoire du tournoi, ce qui le qualifie pour défier en finale le tenant du titre Takemiya Masaki. Il la remporte quelques mois plus tard, devenant l'un des rares joueurs à détenir simultanément le Meijin et le Honinbo,. Parallèlement à cela passe neuvième dan à l'âge de vingt-quatre ans, ce qui fait de lui à l'époque le plus jeune joueur de la Nihon Ki-in à obtenir ce grade. Il assoit sa domination en conservant son titre de Meijin en 1981 en battant Kato Masao par quatre victoires à zéro puis l'année suivante face à Otake Hideo, en défendant victorieusement son titre de Honinbo en 1982 face à Kobayashi Koichi et en ravissant le titre de Judan à Otake Hideo début 1982.
Il accède en 1983 à la finale du Kisei en battant Kato Masao en finale du tournoi de sélection, devenant ainsi le challenger de Fujisawa Shuko qui est sur une série ininterrompue de six finales victorieuses dans ce tournoi; Cho Chihun est cependant favori pour cette finale, notamment aux yeux d'Ishida Yoshio. Il est contre toute attente initialement dominé par Shuko, et perd les trois premières manches de la finale qui se joue en quatre parties gagnantes. Le Meijin-Honinbo parvient cependant à inverser la tendance en remportant les quatre dernières parties ce qui lui offre la victoire et lui permet de détenir simultanément chacun des trois titres majeurs,,. Ce triple succès connaît dès cette époque un écho au-delà de l'Asie. Il conserve le titre en 1984 face à Rin Kaiho, puis encore en 1985 en battant Takemiya Masaki par quatre victoires à trois, il ne conserve cependant ni le honinbo, ni le judan dans la foulée de sa conquête du kisei,. Bien qu'il garde ensuite son titre de Meijin face à Otake Hideo, il ne conserve cependant ni le honinbo, ni le judan dans la foulée de sa conquête du kisei et ne détient donc plus que deux titre fin 1983. Il perd finalement son titre de Meijin en 1985 face à Kobayashi Koichi.

### Chute momentanée
Le 7 janvier 1986, dix jours avant de devoir défendre le Kisei contre Kobayashi Koichi, Cho Chihun est victime d'un grave accident de circulation qui l'oblige à avoir le bras gauche et les deux jambes plâtrées. Il refuse cependant de déclarer forfait et la finale est maintenue après avis médical ; il joue en fauteuil roulant avec son unique bras valide tandis que son adversaire accepte de jouer assis sur une chaise plutôt qu'en seiza. Malgré son état, il joue de bonnes parties durant le match et parvient à en remporter deux, mais Kobayashi l'emporte finalement. Cho Chihun ne détient provisoirement plus aucun titre majeur. Il se remet vite de ses blessures physiques et récupère un titre dans l'année.

### Retour au sommet
À la surprise générale, Cho Chihun se rétablit vite et parvient en juin à se qualifier pour la finale du Gosei (go) durant laquelle il ravit le titre à Otake Hideo; grâce à son score de trois victoires à zéro, sa période sans titre aura duré moins d'un an. Battu l'année suivante par Kato Masao, il perd le Gosei mais gagne le Tengen face à Kobayashi Koichi. Ce succès lui permet de devenir le premier joueur de l'histoire à avoir détenu chacun des sept titres majeurs à un moment de sa carrière,. En 1988 il conquiert de nouveau le Judan face à Kato Masao, et le il défend avec succès l'année suivante face à Rin Kaiho mais le perd l'année d'après face à Takemiya Masaki. Il renoue aussi avec le titre de Honinbo face à Takemiya Masaki en 1989.

## Style de jeu
Le style de Cho Chihun a connu plusieurs évolutions au cours de sa carrière. Il a par exemple été observé que dans la première moitié des années 1980, il a remporté 15 des 16 parties de finales de titre où il a joué un san-san au début du fuseki, et chacune des 7 parties où il a joué les deux; dans le même temps, il compte 28 victoires sur les 49 parties jouées sans san-san au fuseki. Il abandonne pourtant ce coup dès 1985 à la suite de ses déboires face à Kobayashi Koichi, considéré comme son grand rival. Après cette date, son style devient progressivement expérimental et changeant.

## Titres
| Titres                                              | Années                            |
| --------------------------------------------------- | --------------------------------- |
| Titres nationaux                                    | 70                                |
| Kisei                                               | 1983-1985, 1994, 1996-1999        |
| Meijin                                              | 1980-1984, 1996-1999              |
| Honinbo                                             | 1981, 1982, 1989-1998             |
| Judan                                               | 1982, 1988, 1989, 2005-2007       |
| Tengen                                              | 1987, 1988                        |
| Oza                                                 | 1976, 1994, 2001                  |
| Gosei                                               | 1979, 1986                        |
| Coupe NEC                                           | 1983, 1984, 1999, 2000, 2001      |
| Coupe Agon                                          | 2002                              |
| Coupe NHK                                           | 1983, 1992, 1996, 2007            |
| Ryusei                                              | 1991, 1993                        |
| Kakusei                                             | 1982, 1985                        |
| Shin-Ei                                             | 1973, 1974, 1977                  |
| Hayago Championship (en)                            | 1985, 1990–1992, 1996, 2001, 2002 |
| JAL Super Hayago Championship (en)                  | 2004                              |
| Tournoi Asahi des dix meilleurs professionnels (en) | 1975                              |
| Asahi Top Eight Players (en)                        | 1976                              |
| Shusai Cup                                          | 1982                              |
| Rivals Cup                                          | 1977                              |
| Titres internationaux                               | 5                                 |
| Tengen Chine-Japon                                  | 1988, 1989                        |
| Coupe Agon Chine-Japon (en)                         | 2003                              |
| Coupe Samsung                                       | 2003                              |
| Coupe Fujitsu                                       | 1991                              |
| Total                                               | 75                                |